# Derbéntskaya
Derbéntskaya (del ruso: Дербе́нтская) es una stanitsa del raión de Séverskaya del krai de Krasnodar, en Rusia. Está situada a orillas del río Il, afluente del Sujói Aushedz, distributario del Kubán, 17 km al este de Séverskaya y 51 km al sur de Krasnodar. Tenía 630 habitantes en 2010.
Pertenece al municipio Ílskoye.

## Historia
La localidad fue fundada en 1864, sobre un antiguo aul adigué. Nombrada Derbéntskaya, por Derbent, en tiempos de la anexión del sur de Daguestán al Imperio ruso.

## Transporte
La localidad cuenta con una estación de ferrocarril.